# Teresa Vaill
Teresa Vaill (née le 20 novembre 1962 à Torrington (Connecticut)) est une athlète américaine, spécialiste de la marche.
Ayant remporté les Trials olympiques en 2004, c'est l'athlète la plus ancienne à participer aux Championnats du monde d'athlétisme 2011 à Daegu. Elle mesure 1,63 m pour 54 kg.
Son meilleur résultat est une 6e place en finale des Jeux mondiaux en salle de Paris, le 18 janvier 1985 sur 3 000 m marche. Elle a participé aux Mondiaux de Stuttgart en 1993 (22e) et de Göteborg en 1995 (toujours 22e) sur 10 km marche. Lors des Jeux olympiques d'Athènes, elle termine 43e. Elle n'a pas terminé ou a été disqualifiée lors des Mondiaux de Helsinki, Osaka et Berlin.